# Cotylogaster dinosoides
Cotylogaster dinosoides är en plattmaskart som beskrevs av Hendrix och Overstreet 1977. Cotylogaster dinosoides ingår i släktet Cotylogaster och familjen Aspidogastridae. Inga underarter finns listade i Catalogue of Life.